# Пронькино (Северо-Казахстанская область)
Пронькино (каз. Пронькино) — упразднённое село в Айыртауском районе Северо-Казахстанской области Республики Казахстана. Входило в состав Гусаковского сельского округа. Ликвидировано в 2005 году.

## Население
По данным переписи 1999 года в селе проживало 167 человек (79 мужчин и 88 женщин).